# FiNO is
『FiNO is』（フィノ イズ）は、日本のロックバンド・FIVE NEW OLDが2025年3月19日にワーナーミュージック・ジャパンより結成15周年を記念して発売した、初となるベスト・アルバム。
本項では、結成15周年を記念して2024年から2025年まで行われる同名の企画（#背景を参照）についても記載する。

## 概要
結成15周年を記念して発売されたバンド史上初となるベストアルバムであり、4thアルバム『Departure : My New Me』以来およそ2年半ぶりとなるフィジカルリリース作品。
CDとDVDからなる初回限定盤とCDのみからなる通常盤の2形態で発売された。CDには、ライブ定番曲の再録版やタイアップ曲、2022年にSixTONESに提供した楽曲「Takes Two」のセルフカバー音源など全19曲が収録されている。初回限定盤付属のDVDには、2023年7月2日にLINE CUBE SHIBUYAにて開催された、初となるホール規模でのワンマンライブ「Painting The Town」の映像が全22曲収録された特典DVDが付属する。
なお、前アルバム『Departure : My New Me』以降にリリースされた楽曲としては、「Kiss Me, Winter」「Touhikou」が未収録となっている。
タイトルに冠されている「FiNO」という言葉はFIVE NEW OLDの略称である。
本作のリリースに際して、HIROSHI（Vo, G）は以下のようにコメントした。
| 「                      | 自分たちがベストアルバムを出す日が来るとは結成当初は思いもしませんでした。それだけ長くバンドを続けられた事がとても嬉しいです。ありがとう。”FiNO is”で再録した楽曲達は自分自身でもグッとくる聴きごたえがありました。早くみんなに聴いてもらいたいです。新しさと懐かしさの入り混じった“FiNO is”。ぜひ楽しんでください。 | 」 |
| —HIROSHI (FIVE NEW OLD) | |    |

各CDショップ特典や早期予約特典の内容は以下の通り。
- 早期予約購入者特典：FIVE NEW OLDオリジナル卓上カレンダー（2025年4月はじまり）
- 購入者特典

| 店舗                     | 特典内容                     |
| ------------------------ | ---------------------------- |
| Amazon.co.jp             | メガジャケ                   |
| 楽天ブックス             | オリジナルシューレース       |
| セブンネットショッピング | オリジナルトート型エコバッグ |
| 応援店特典               | A4クリアファイル             |

また、本作に関連したライブとして、『15th Anniversary Show「FiNO is」』『15th Anniversary Tour「FiNO is」』が開催される。

## 背景
2024年8月8日に、バンドの結成15周年を記念して行われる企画「FiNO is」の始動が発表された。
翌日の8月9日には、企画の第一弾として、2018年発表の楽曲「Liberty」を、再びODD Foot Worksをゲストに迎えて再録した「Liberty (feat. ODD Foot Works) [Re-Recorded]」を配信リリースした。
11月24日には、2025年3月19日に恵比寿ガーデンホールにて15周年イヤーのキックオフと位置付けるワンマンライブ『15th Anniversary Show「FiNO is」』を開催することが発表された。本公演の開催発表に合わせて、HIROSHIは以下のようにコメントした。
| 「                      | 「FIVE NEW OLDって何だろう？」そんな問いを楽しむ15周年を恵比寿ガーデンホールから始めます。 "FiNO is" この後に続く言葉は人によって違うと思います。出会った楽曲、タイミング、シチュエーションで全然違った印象になるバンド。そんなFIVE NEW OLDの音楽を、それぞれのスタイルで楽しんでくれて心から感謝しています。ありがとう。 僕等にとっての、そしてあなたにとっての"FiNO is"が見つけられたら嬉しいです。一緒に15周年をお祝いしましょう！ | 」 |
| —HIROSHI (FIVE NEW OLD) | |    |

12月25日には、前述のキックオフ公演のプレイベントとして『15th Anniversary Show「FiNO is」Pre-Kick Off～HAYATO凱旋ライブの巻～』を開催することが発表された。
2025年1月21日には、メンバー全員揃ってインスタライブを行い、配信内でベストアルバム『FiNO is』のリリースとツアーの開催が発表された。
2月25日には、アルバムの全収録曲が発表された。翌26日には、収録曲「What's Gonna Be? [Re-Recorded]」の先行配信がスタートした。
3月1日から3月19日まで、本作発売までのカウントダウン企画として、HIROSHIとWATARUが本作収録曲をアコースティックアレンジでパフォーマンスするショート尺の動画が1日1本投稿された。
3月12日には、収録曲「Sunshine [Re-Recorded]」の先行配信がスタートした。
3月24日には、本作のリリースを記念して、自身がパーソナリティをつとめるラジオ番組「MUSIK BARISTA」にHIROSHIとSHUNが生放送で登場した。
4月には、タワーレコード店舗にて本作の発売を記念したインストアイベントを開催した。

## 収録内容

### CD
| #         | タイトル                                         | 作詞                         | 作曲                         | プロデュース               | 時間  |
| --------- | ------------------------------------------------ | ---------------------------- | ---------------------------- | -------------------------- | ----- |
| 1.        | 「By Your Side [Re-Recorded]」                   | Hiroshi Nakahara             | FIVE NEW OLD                 |                            | 4:00  |
| 2.        | 「Happy Sad」                                    | Hiroshi Nakahara Jamil Kazmi | FIVE NEW OLD                 | Colin Brittain             | 2:52  |
| 3.        | 「What’s Gonna Be? [Re-Recorded]」               | Hiroshi Nakahara             | FIVE NEW OLD                 |                            | 3:30  |
| 4.        | 「Hallelujah」                                   | Hiroshi Nakahara             | FIVE NEW OLD                 |                            | 3:17  |
| 5.        | 「Liberty (feat. ODD Foot Works) [Re-Recorded]」 | Hiroshi Nakahara Pecori      | FIVE NEW OLD                 | ODD Foot Works             | 3:47  |
| 6.        | 「Don't Be Someone Else」                        | Hiroshi Nakahara             | FIVE NEW OLD                 |                            | 3:43  |
| 7.        | 「Hole [Re-Recorded]」                           | Hiroshi Nakahara             | FIVE NEW OLD                 |                            | 3:19  |
| 8.        | 「Light Of Hope」                                | Hiroshi Nakahara             | FIVE NEW OLD                 |                            | 3:36  |
| 9.        | 「Ghost In My Place [Re-Recorded]」              | Hiroshi Nakahara             | FIVE NEW OLD                 |                            | 3:19  |
| 10.       | 「Summertime」                                   | Hiroshi Nakahara             | FIVE NEW OLD                 |                            | 3:39  |
| 11.       | 「Perfect Vacation」                             | Hiroshi Nakahara Jamil Kazmi | FIVE NEW OLD                 | Naoki Itai                 | 3:40  |
| 12.       | 「Sunshine [Re-Recorded]」                       | Hiroshi Nakahara             | FIVE NEW OLD                 |                            | 3:23  |
| 13.       | 「Trickster」                                    | Hiroshi Nakahara Jamil Kazmi | FIVE NEW OLD                 | Russell Lissack            | 3:43  |
| 14.       | 「Showdown」                                     | Hiroshi Nakahara Jamil Kazmi | FIVE NEW OLD Hayato Yamamoto | Russell Lissack            | 3:23  |
| 15.       | 「Rhythm of Your Heart」                         | Hiroshi Nakahara Jamil Kazmi | FIVE NEW OLD                 | Soma Genda Ryuichi Iwasaki | 3:44  |
| 16.       | 「Breathin'」                                    | Hiroshi Nakahara             | FIVE NEW OLD                 |                            | 2:45  |
| 17.       | 「Please Please Please [Re-Recorded]」           | Hiroshi Nakahara             | FIVE NEW OLD                 |                            | 4:15  |
| 18.       | 「Moment」                                       | Hiroshi Nakahara             | FIVE NEW OLD                 |                            | 5:08  |
| 19.       | 「Takes Two」                                    | Hiroshi Nakahara             | FIVE NEW OLD                 |                            | 3:41  |
| 合計時間: | 合計時間:                                        | 合計時間:                    | 合計時間:                    | 合計時間:                  | 69:21 |

### 初回限定盤付属DVD
| #   | タイトル                          | 作詞 | 作曲・編曲 |
| --- | --------------------------------- | ---- | ---------- |
| 1.  | 「Gateway」                       |      |            |
| 2.  | 「Breathin’」                     |      |            |
| 3.  | 「Not Too Late」                  |      |            |
| 4.  | 「Liberty」                       |      |            |
| 5.  | 「Happy Sad」                     |      |            |
| 6.  | 「Summertime」                    |      |            |
| 7.  | 「Hole」                          |      |            |
| 8.  | 「Ghost In My Place」             |      |            |
| 9.  | 「LNLY」                          |      |            |
| 10. | 「Too Good To Be True」           |      |            |
| 11. | 「In/Out」                        |      |            |
| 12. | 「One by One」                    |      |            |
| 13. | 「Fast Car」                      |      |            |
| 14. | 「Moment」                        |      |            |
| 15. | 「Perfect Vacation」              |      |            |
| 16. | 「What’s Gonna Be?」              |      |            |
| 17. | 「Sunshine」                      |      |            |
| 18. | 「Trickster」                     |      |            |
| 19. | 「By Your Side」                  |      |            |
| 20. | 「Crying with No Sound」(Encore)  |      |            |
| 21. | 「Don’t Be Someone Else」(Encore) |      |            |
| 22. | 「Please Please Please」(Encore)  |      |            |

## 楽曲解説
1. By Your Side [Re-Recorded]
  - メジャー1st EP『BY YOUR SIDE EP』の表題曲の再録バージョン。
2. Happy Sad
  - 配信限定シングル「Happy Sad」の表題曲。
3. What's Gonna Be? [Re-Recorded]
  - メジャー3rd EP『WHAT'S GONNA BE?』の表題曲の再録バージョン。
  - 2025年2月26日に先行配信された[5]。HIROSHIは、本楽曲の先行配信に際して「ライブでも定番の一曲。重ねた演奏の数だけ熱を帯びたサウンドになったと思います。お気に入りだったホーンセクションを加えたので、一層心踊る曲になりました。どうぞビートを刻んで楽しんでください。」と発言している[5]。
4. Hallelujah
  - 配信限定シングル「Hallelujah」の表題曲。
  - HIROSHI出演 ABCテレビ ドラマL「3Bの恋人 絶対に付き合ってはいけない男たちとの危険な恋物語」主題歌[16]
5. Liberty (feat. ODD Foot Works) [Re-Recorded]
  - メジャー1stアルバム『Too Much Is Never Enough』の収録曲の再録バージョン。オリジナルバージョンと同様に、ODD Foot WorksからラップにPecori、ギターに有元キイチが参加している[10]。2024年8月9日に先行配信された[10]。
6. Don't Be Someone Else
  - 配信限定シングル「Don't Be Someone Else」の表題曲。
7. Hole [Re-Recorded]
  - インディーズ時代のシングル「HOLE」の表題曲の再録バージョン。
8. Light Of Hope
  - メジャー3rdアルバム『MUSIC WARDROBE』の収録曲。
  - 2021年度 ECCジュニア CMソング[17]
9. Ghost In My Place [Re-Recorded]
  - インディーズ時代のEP『Ghost In My Place EP』の収録曲の再録バージョン。EPに収録されていた音感のように、打ち込みが主体となっている[18]。
  - 関西テレビ『ミュージャック』6月度エンディングテーマ[19]
  - FM-PIPI『夜も！最高気音！！』6月度エンディングテーマ[20]
10. Summertime
  - メジャー3rdアルバム『MUSIC WARDROBE』の収録曲・配信限定EP『Summertime EP』の表題曲。
  - コーセー「サンカット® プロディフェンス」CMソング[21]
11. Perfect Vacation
  - メジャー4thアルバム『Departure : My New Me』の収録曲。
12. Sunshine [Re-Recorded]
  - メジャー1stアルバム『Too Much Is Never Enough』リード曲の再録バージョン。
  - Amazon「Amazon Music Unlimited」キャンペーンソング[22]
  - 2025年3月12日に先行配信された[13]。
13. Trickster
  - メジャー4thアルバム『Departure : My New Me』収録曲。
  - テレビアニメ「HIGH CARD」オープニングテーマ[23]
14. Showdown
  - 配信限定シングル「Showdown」の表題曲。
  - テレビアニメ「HIGH CARD season 2」オープニングテーマ[24]
15. Rhythm of Your Heart
  - 配信限定シングル「Rhythm of Your Heart」の表題曲。
  - 三菱ケミカル CMソング[25]
16. Breathin' 
  - メジャー3rdアルバム『MUSIC WARDROBE』の収録曲。
  - アサヒグループ食品「ミンティア」CMソング[26]
17. Please Please Please [Re-Recorded]
  - メジャー3rd EP『WHAT'S GONNA BE?』収録曲の再録バージョン。本作収録の再録音源で唯一、歌詞が日本語で新たに書き下ろされている[18]。HIROSHI曰く、作詞は非常に難しかったそうで、「（原曲は）すごくスイートラブソングだったので、そんなスイートな曲を私日本語で歌ったことないわって思って（笑）。いろいろ迷ったんですけど、曲調とかを踏まえると、小っ恥ずかしいぐらいの言葉を書いてみたら音のハマりも歌った気持ちよさもすごくあって……」と発言している[18]。
18. Moment
  - メジャー3rdアルバム『MUSIC WARDROBE』の収録曲。
19. Takes Two
  - 2022年にSixTONESに提供した楽曲「Takes Two」（2ndアルバム『CITY』初回限定盤A収録[27]）のセルフカバー[5]。FIVE NEW OLDが提供曲のセルフカバーを収録するのは今回が初となる。
  - タイトルの意味は「二人必要だよね」というもの[28]。HIROSHIは、「（本作の曲順は）『By Your Side』（あなたのすぐそばで）って始まって、最後『Takes Two』で終わるっていうのは、言っているメッセージも全部円環しているような気がします。」と発言している[28]。

## 収録映像解説
本作の初回限定盤には、2023年7月2日にLINE CUBE SHIBUYAにて開催された「13th Anniversary One Man Live "Painting The Town"」の模様が収録されている。

### 公演の概要
FIVE NEW OLDは、結成10周年を迎えた2020年に自身初となるホール規模の単独公演としてLINE CUBE SHIBUYAにてライブ「10th Anniversary Live "5 will give you 10"」の開催を予定していたが、新型コロナウイルスの感染拡大の影響を受け同会場での公演が中止となった。これを受け、2023年に3年越しのリベンジ公演として開催されたのが本公演である。
ライブタイトルの「Painting The Town」は、楽曲「Trickster」の歌詞からの引用であり、「町に出て騒ぐ」という意味。
ライブは、サックス・フルートの谷本大河（SANABAGUN.）とキーボード・コーラスの西野恵未を加えた6人体制で行われた。

### ライブ映像
2023年7月31日には、本ライブの映像がスペースシャワーTVにて放送された。
2024年6月23日には、YouTube公式チャンネルの登録者が10万人を突破したことを記念して、ライブ映像の全編が期間限定で公開された。

## 参加ミュージシャン
FIVE NEW OLD
- HIROSHI（ボーカル・ギター）
- WATARU（ギター・キーボード）
- SHUN（ベース）
- HAYATO（ドラムス）

Additional Musicans
- Kenta Yamamoto（キーボード） [trk 01,07,14]
- Daisuke Murakami（サクソフォン） [trk 03,07,08,12,16]
- Chankeng（トランペット） [trk 03,12,16]
- NAPPI（トロンボーン） [trk 03,12,16]